# Orthocladius perpusillus
Orthocladius perpusillus är en tvåvingeart som beskrevs av Günther Enderlein 1912. Orthocladius perpusillus ingår i släktet Orthocladius och familjen fjädermyggor. Inga underarter finns listade i Catalogue of Life.